# La Dépêche du Midi
La Dépêche du Midi – francuska gazeta lokalna wydawana w regionie Midi-Pireneje.
Dziennik został założony 2 października 1870 roku jako „La Dépêche de Toulouse”. W ciągu następnych lat znacząco się rozwijał, m.in. za sprawą Jeana Jaurèsa, działacza socjalistycznego i felietonisty, który pisał liczne artykuły do gazety, oraz Georges'a Clemenceau, przyszłego premiera Francji, który także w niej publikował. Dziennik szeroko opisywał na swoich łamach wydarzenia związane z aferą Dreyfusa, a także w późniejszym okresie popierał jego uniewinnienie.
W 1940 roku, wraz z zajęciem Francji przez Niemcy, gazeta została zamknięta. Dziennik rozpoczął ponowną publikację w 1944 roku, a w 1947 roku ostatecznie zmienił swoją nazwę, która przetrwała do dziś.
Redakcja dziennika znajduje się w mieście Tuluza. Redaktorem naczelnym gazety jest Jean-Christophe Giesbert, natomiast właścicielem – francuska grupa prasowa Groupe La Dépêche.
Z nakładem dziennym wynoszącym 197 751 egzemplarzy dziennik „La Dépêche du Midi” jest jedną z najbardziej poczytnych gazet w regionie.